# Coupe de Tunisie de football 1962-1963
Navigation
Coupe de Tunisie 1961-1962 Coupe de Tunisie 1963-1964
La Coupe de Tunisie de football 1962-1963 est la 8e édition de la coupe de Tunisie depuis 1956, et la 33e au total. Elle est organisée par la Fédération tunisienne de football (FTF).
Elle est remportée par l’Étoile sportive du Sahel qui revient à la compétition après avoir été dissoute en 1961. Ce retour sous la présidence d'Hamed Karoui est très réussi avec un doublé championnat et coupe de Tunisie et une invincibilité tout au long de la saison.

## Résultats

### Troisième tour éliminatoire
Ce tour disputé le 4 novembre 1962 réunit les 21 clubs de la deuxième division et 17 clubs qualifiés du tour précédent.
- Nord : 
  - Stade nabeulien - Avenir populaire de Soliman : 3 – 2
  - Club medjezien - Club olympique tunisien : 3-0
  - Olympique du Kef - Association sportive souk-arbienne : 2 – 0
  - Football Club de Jérissa - Olympique de Béja : victoire de l’OB
  - Association sportive de l'Ariana - Sporting Club de Ben Arous : 5 – 2
  - Club sportif menzelien - Club sportif de Téboursouk : victoire du CSM
  - Stade populaire - Monopole Athlétique Club : 3 – 1
  - Al Mansoura Chaâbia de Hammam Lif - Grombalia Sports : 0 – 0
  - Al Hilal - Jeunesse sportive de La Manouba : 3 – 2
  - Stade africain de Menzel Bourguiba - Club athlétique du gaz : victoire du SAMB
  - Club sportif des cheminots - Union sportive musulmane : 2 – 1
  - Jeunesse sportive tebourbienne - Association sportive Ittihad : 4 – 1
- Inter-régions :
  - Club athlétique bizertin - Union sportive de Ben Guerdane : 11 – 0
- Centre et Sud :
  - Étoile sportive de Métlaoui - Association sportive de Djerba : 2 – 0
  - El Makarem de Mahdia - Aigle sportif de Teboulba : 8 – 1
  - Jeunesse sportive kairouanaise - Espoir sportif de Hammam Sousse : 3 – 1
  - Sfax railway sport - Football M'dilla Club : 3 - 1
  - Sporting Club de Moknine - Croissant sportif d’Akouda : victoire du SCM
  - Union sportive des ouvriers de Oued Mâaou - Ennahdha sportive de Jemmal : 7 – 0

### Seizièmes de finale
Les matchs se déroulent le 9 décembre 1962. Ils réunissent les 19 clubs qualifiés du tour précédent et onze clubs de division nationale. Le Stade tunisien, détenteur du titre, est qualifié d’office pour les huitièmes de finale.
| Équipe 1                         | Équipe 2                                  | Score 90'         |
| -------------------------------- | ----------------------------------------- | ----------------- |
| Club sportif de Hammam Lif       | Stade nabeulien                           | 1 - 0             |
| Union sportive monastirienne     | En-Nadi Ahly de Mateur                    | 2 - 0             |
| Étoile sportive du Sahel         | Espérance sportive de Tunis               | 1 - 0             |
| Club medjezien                   | Olympique du Kef                          | 1 - 0             |
| Sfax railway sport               | Sporting Club de Moknine                  | 3 - 0             |
| Union sportive tunisienne        | Union sportive des ouvriers de Oued Mâaou | 2 - 0             |
| Olympique de Béja                | El Makarem de Mahdia                      | 2 - 0             |
| Association sportive de l'Ariana | Étoile sportive de Métlaoui               | 5 - 2             |
| Club athlétique bizertin         | Jeunesse sportive kairouanaise            | 1 - 0             |
| Avenir musulman                  | Club sportif menzelien                    | 7 - 3             |
| Stade populaire                  | Stade gabésien                            | 2 - 0             |
| Club tunisien                    | Al Mansoura Chaâbia de Hammam Lif         | 4 - 0             |
| Stade soussien                   | Al Hilal                                  | 2 – 1             |
| Club africain                    | Stade africain de Menzel Bourguiba        | 3 - 1             |
| Club sportif des cheminots       | Jeunesse sportive tebourbienne            | 2 - 0             |
| Stade tunisien                   | -                                         | Qualifié d’office |

### Huitièmes de finale
Les matchs sont disputés le 6 janvier 1963.
| Équipe 1                         | Équipe 2                   | Score 90' |
| -------------------------------- | -------------------------- | --------- |
| Étoile sportive du Sahel         | Stade tunisien             | 1 - 0     |
| Union sportive monastirienne     | Club sportif de Hammam Lif | 2 - 1     |
| Union sportive tunisienne        | Club sportif des cheminots | 5 – 1     |
| Club athlétique bizertin         | Club medjezien             | 2 - 0     |
| Association sportive de l'Ariana | Avenir musulman            | 2 - 1     |
| Stade populaire                  | Olympique de Béja          | 2 - 1     |
| Club africain                    | Club sportif sfaxien       | 1 - 0     |
| Stade soussien                   | Sfax railway sport         | 3 - 2     |

### Quarts de finale
| Date            | Équipe 1                     | Équipe 2                         | Score 90' |
| --------------- | ---------------------------- | -------------------------------- | --------- |
| 10 février 1963 | Union sportive monastirienne | Club athlétique bizertin         | 0 – 0     |
| 24 février 1963 | Club athlétique bizertin     | Union sportive monastirienne     | 1 – 0     |
| 10 février 1963 | Stade soussien               | Union sportive tunisienne        | 2 - 1     |
| 10 février 1963 | Étoile sportive du Sahel     | Association sportive de l'Ariana | 3 - 0     |
| 10 février 1963 | Club africain                | Stade populaire                  | 2 - 1     |

### Demi-finales
| Date          | Équipe 1                 | Équipe 2                 | Score 90' |
| ------------- | ------------------------ | ------------------------ | --------- |
| 24 mars 1963  | Étoile sportive du Sahel | Stade soussien           | 0 – 0     |
| 28 avril 1963 | Étoile sportive du Sahel | Stade soussien           | 3 - 2     |
| 24 mars 1963  | Club africain            | Club athlétique bizertin | 2 - 0     |

### Finale
| Date        | Équipe 1                 | Équipe 2      | Score 90' |
| ----------- | ------------------------ | ------------- | --------- |
| 19 mai 1963 | Étoile sportive du Sahel | Club africain | 0 – 0     |
| 19 mai 1963 | Étoile sportive du Sahel | Club africain | 2 – 1     |

La finale est arbitrée par Victor Habib, secondé par Hédi Zarrouk et Mustapha Daoud, pour les deux éditions.

## Meilleurs buteurs
Hattab Bayari (Association sportive de l'Ariana) est le meilleur buteur de l’édition avec quatre buts, suivi de Raouf Ben Amor (ESS), Mokhtar Ben Jerad (UST), Salem Remili (CSC) et Rachid Troudi (CA) avec trois buts chacun. 